# Selliguea capitellata
Selliguea capitellata là một loài dương xỉ thuộc họ Polypodiaceae. Loài này được Nathaniel Wallich mô tả khoa học đầu tiên năm 1829.